# Mesomorphus vitalisi
Mesomorphus vitalisi är en skalbaggsart som beskrevs av Chatanay 1917. Mesomorphus vitalisi ingår i släktet Mesomorphus och familjen svartbaggar. Inga underarter finns listade i Catalogue of Life.